# Lorinae
Lorinae é uma subfamília de primatas da família Loridae, que são endêmicos dos continentes africano e asiático. entre os loríneos, o gênero Loris é o que representa os lóris delgados, enquanto o Nycticebus, os lóris lentos.

## Taxonomia
- Subfamília Lorinae
  - Gênero Loris
    - Loris delgado vermelho, Loris tardigradus
    - Loris delgado cinzento, Loris lydekkerianus
      - Loris Mysore delgado, Loris lydekkerianus lydekkerianus
      - Loris Malabar delgado, Loris lydekkerianus malabaricus
      - Loris Highland delgado, Loris lydekkerianus grandis
      - Loris lydekkerianus nycticeboides

  - Gênero Nycticebus
    - Lóris lento de Sonda, Nycticebus coucang
    - Loris lento Bengal, Nycticebus bengalensis
    - Lóris-pigmeu-lento, Nycticebus pygmaeus